# Łaśmiady
Łaśmiady (niem. Laschmieden See) – jezioro w województwie warmińsko-mazurskim, w powiecie ełckim, na terenie Pojezierza Ełckiego.

## Położenie i morfometria
Jezioro położone w centralnym mikroregionie Pojezierza Ełckiego – na Pojezierzu Łaśmiadzkim. Leży na obszarze gminy Stare Juchy, przy czym wschodni brzeg jest granicą z gminą Ełk (a krótki odcinek z gminą Świętajno). Przepływowe, głównym ciekiem wpadającym jest Łaźna Struga, czyli górny odcinek rzeki Ełk, odpływem – Ełk. Na południu łączy się krótkim odcinkiem tej rzeki z Jeziorem Straduńskim, na zachodzie cieśniną z jeziorem Ułówki, w części środkowo-północnej wpada ciek z Jeziora Zawadzkiego, a w części północno-wschodniej z Jeziora Krzywego. Jezioro zasilane jest też wodami cieków wpadających do jeziora Ułówki.
Łączy w sobie cechy jeziora wytopiskowego i rynnowego – moreny dennej. Znajduje się na nim kilka wysp o łącznej powierzchni 3,2 ha. Powierzchnia zwierciadła wody według różnych źródeł wynosi od 882,1 ha przez 885 ha do 940,0 ha.
Zwierciadło wody położone jest – według różnych źródeł – na wysokości 124,0 m n.p.m., 124,8 m n.p.m. lub 125,2 m n.p.m. Średnia głębokość jeziora wynosi 9,6 m, natomiast głębokość maksymalna 43,7 m. Kolejne parametry to: długość linii brzegowej – 21 950 m, rozwinięcie linii brzegowej – 2,08 i wskaźnik odsłonięcia – 92,9. Powierzchnia zlewni bezpośredniej to 340,6 ha, a całkowitej 740,1 km². Składa się z części w przybliżeniu prostokątnej i odchodzącej ku północy dużej zatoki, co daje kształt przypominający podkowę o nierównych ramionach. Do zatoki tej wpada Ełk, a jej kształt odpowiada jego biegowi. Głęboczek znajduje się u nasady zatoki.
Podłoże jeziora jest w dużym stopniu mineralne.
Znaczną część zlewni stanowią lasy (40%), podczas gdy grunty orne zajmują ok. 16%, a ponad ¼ zajmują obszary określane jako nieużytki.

## Hydronimia
W przeszłości, w języku niemieckim, jezioro nosiło różne nazwy - Lassemundt (1474), Lesemndt (1474), Lasameth (1541), Lazomet (1595), Laszmiaden See (1921), w końcu Laschmieden See (1938). Obecnie, według urzędowego spisu opracowanego przez Komisję Nazw Miejscowości i Obiektów Fizjograficznych (KNMiOF), nazwa tego jeziora to Łaśmiady. W różnych publikacjach jezioro to występuje pod nazwami Zdręczno lub Łaźniady, natomiast na pierwszych polskich mapach po 1945 pojawia się też nazwa Jezioro Laśmiadzkie.

## Turystyka i wędkarstwo

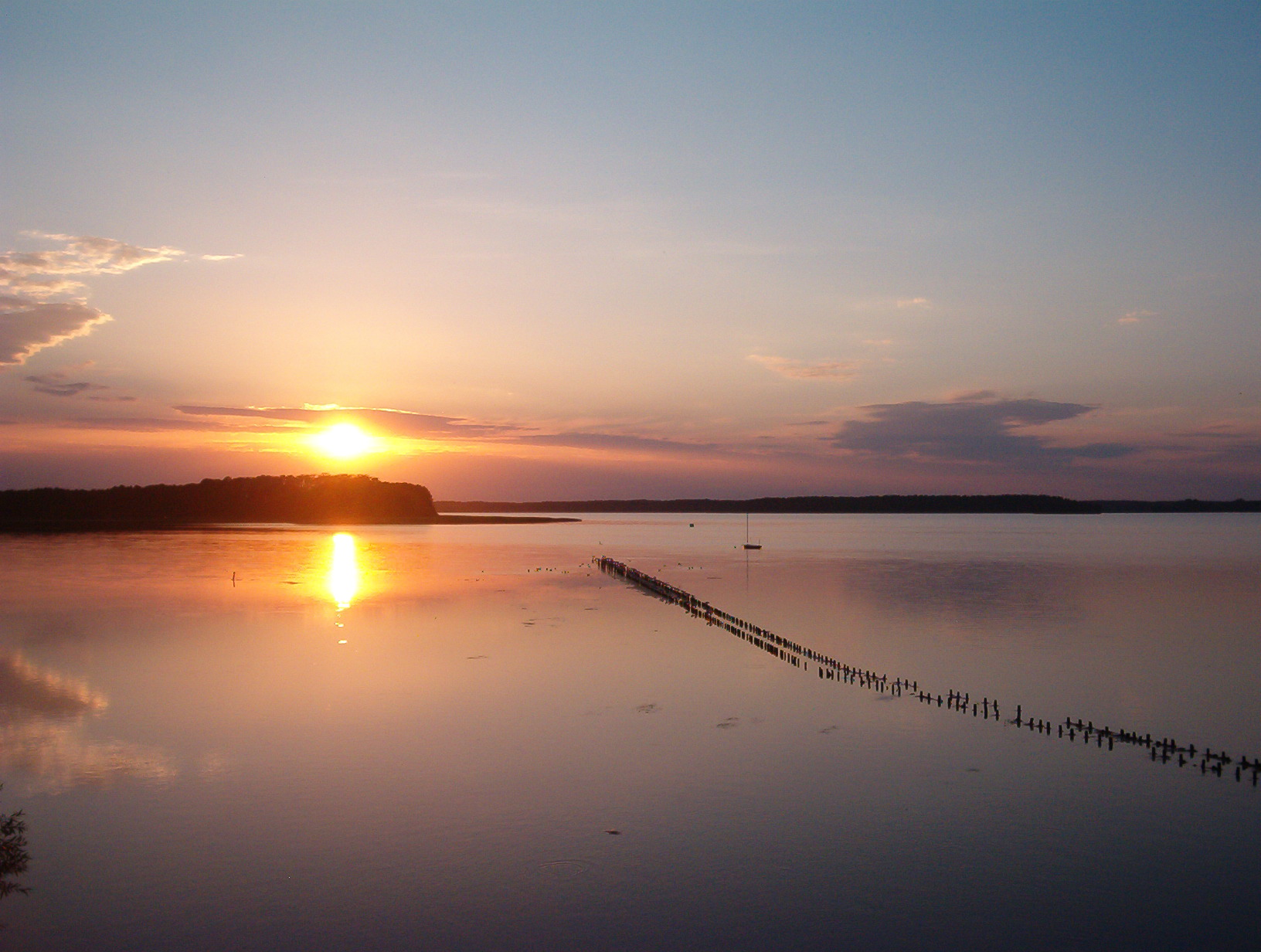
Łaśmiady o zachodzie słońca – widok z mostu w Malinówce Wielkiej

Znajduje się na szlaku kajakowym rzeką Ełk. Jezioro posiada dobre warunki do uprawiania sportów wodnych i wędkarstwa (np. w 2003 rozegrano tutaj III Otwarte Międzynarodowe Zawody Spinningowe Dziennikarzy). Przy brzegach znajdują się miejscowości wypoczynkowe – m.in. Malinówka Wielka, Piaski, Sajzy, Sikory Juskie. Bardziej znaczące ośrodki wypoczynkowe znajdują się w Sajzach i Malinówce. Łaśmiady są największym jeziorem ciągu rzeki Ełk i jednym z największych jezior mezoregionu. Podobnie jak inne jeziora powiatu ełckiego objęte są strefą ciszy.
Jezioro jest dzierżawione przez Gospodarstwo Jeziorowe w Ełku. W pierwszej dekadzie XXI w. zarybiało ono jezioro następującymi gatunkami ryb: jaź, karaś pospolity, płoć, sandacz, sieja pospolita, sielawa, szczupak pospolity, sum europejski i węgorz europejski.

## Stan środowiska

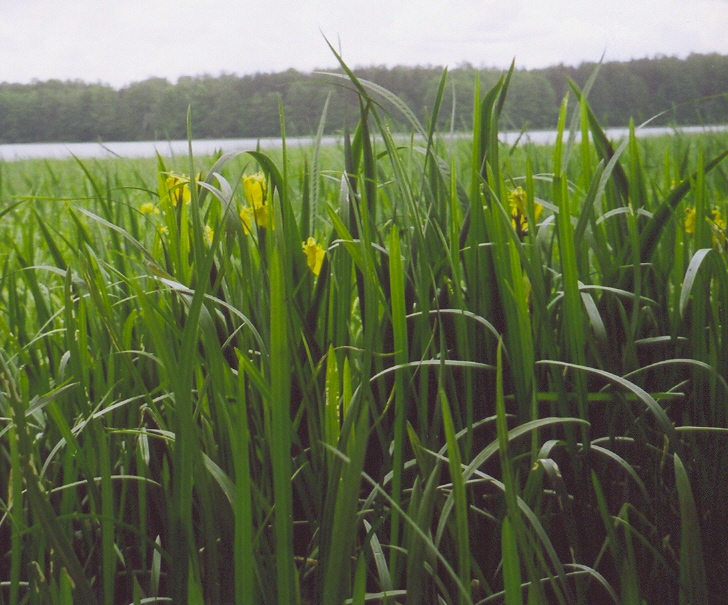
Szuwar kosaćcowy na brzegu jeziora

Jezioro leży na terenie Obszaru Chronionego Krajobrazu Pojezierza Ełckiego. Nie ma punktowych zrzutów ścieków, większość ścieków z okolicznych wsi trafia do oczyszczalni w Nowej Wsi Ełckiej (kilkanaście kilometrów w dół biegu rzeki), ale jezioro odbiera ścieki z oczyszczalni w Chojniaku.
Parametry morfometryczne (duża objętość, duża średnia głębokość) i hydrologiczne (niska intensywność wymiany wody) lokują Łaśmiady w II kategorii podatności na degradację.
W oparciu o badania przeprowadzone przez WIOŚ w Suwałkach w 1994 roku wody jeziora zaliczono do III klasy czystości. Kolejne badania przeprowadziła w 2007 roku delegatura olsztyńskiego WIOŚ w Giżycku. Wykazały one ostatecznie dobry II klasę czystości, mimo że niektóre parametry, zwłaszcza zawartość azotu, wskazywały niższą jakość, ale niektóre z pozostałych (np. zawartość fosforu, przejrzystość, stężenie tlenu) mieściły się w normach klasy II lub nawet I. Tak więc mimo stosunkowo dużej żyzności wynikającej z dostępności azotu, stan fitoplanktonu wskazywał na niezbyt dużą trofię. Jego biomasa była stosunkowo niska, a skład zmieniał się zgodnie z mechanizmami sezonowej sukcesji. Wiosną 2007 roku przeważały złotowiciowce, a latem bruzdnice.
W 2007 roku zarówno w jeziorze, jak i w przepływającym przez nie Ełku, nie stwierdzono oznak eutrofizacji.
Wśród roślinności fitolitoralu występują m.in. zbiorowiska szuwarów wąskopałkowego, oczeretowego czy jeżogłówki gałęzistej, dominuje zaś szuwar trzcinowy, natomiast nymfeidy reprezentują głównie grążel żółty, grzybienie białe i rdestnica pływająca, a elodeidy ramienice, rdestnica przeszyta, rdestnica połyskująca i moczarka kanadyjska z domieszką rogatków i wywłóczników.
Oprócz gatunków stosowanych w zarybianiu, w skład ichtiofauny jeziora wchodzą leszcz, lin i okoń europejski.
Porównanie zmian wieloletnich wykazuje stopniowe zmniejszanie się zawartości pierwiastków biogennych.